# Bahnhof Jerusalem-Malcha

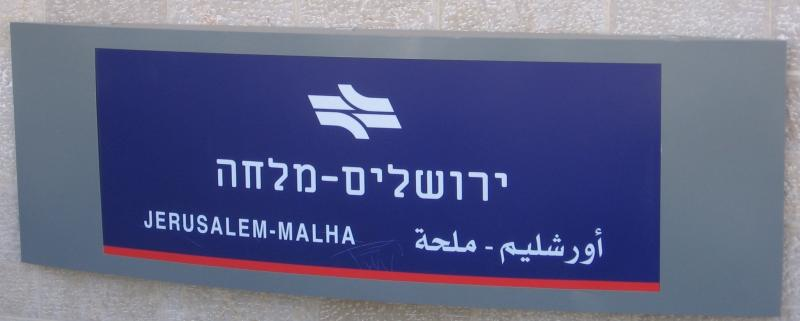
Bahnhofsschild des Bahnhofes Jerusalem-Malcha

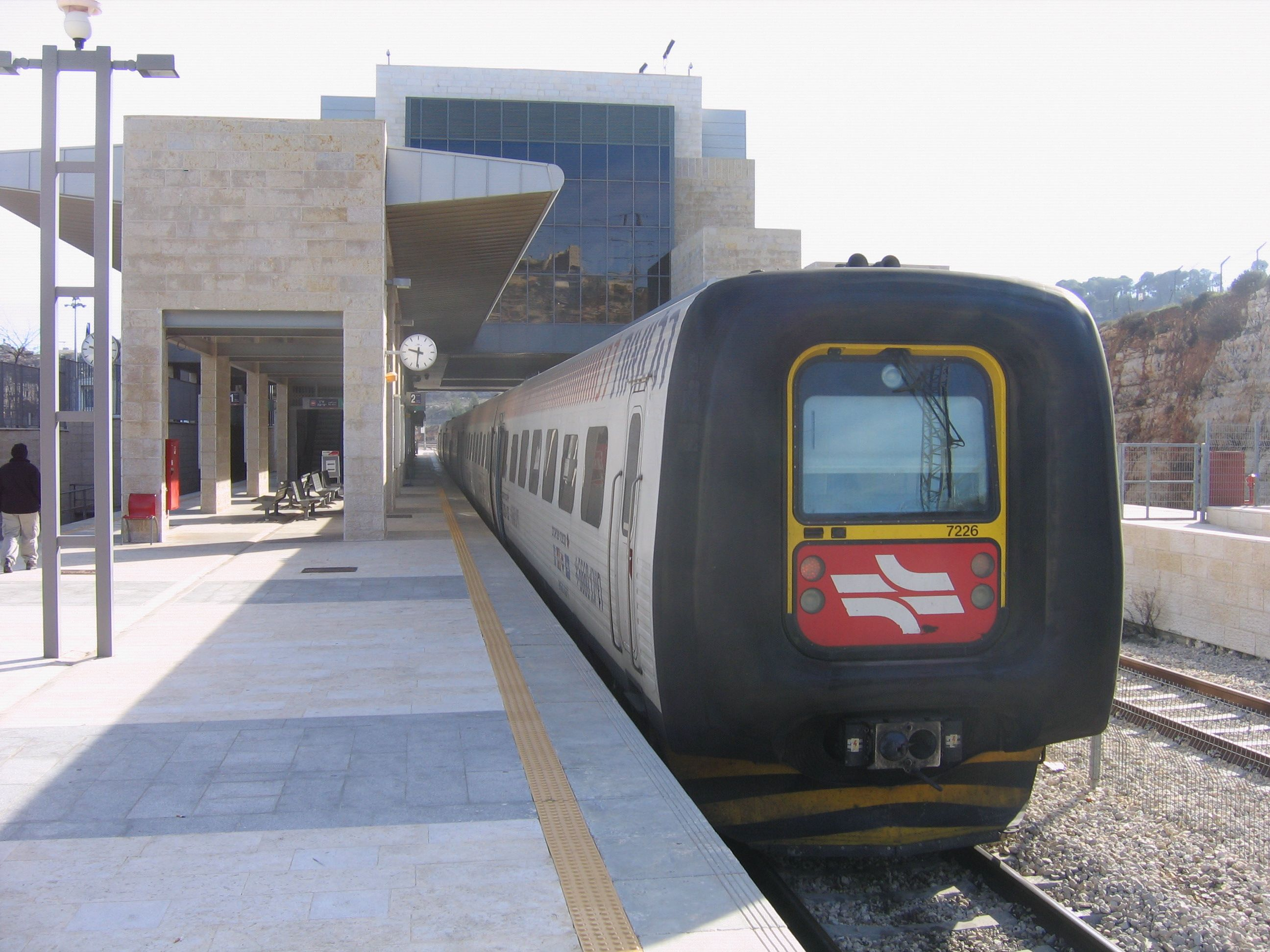
IC3-Dieseltriebwagen im Bahnhof

Der Bahnhof Jerusalem-Malcha (hebräisch תַּחֲנַת הָרַכֶּבֶת יְרוּשָׁלַיִם – מַלְחָה Tachanat ha-Rakkevet Jerūschalajim Malchah) war von 2005 bis 2018 der wichtigste Bahnhof der israelischen Hauptstadt Jerusalem. Der im Stadtteil Malcha liegende Bahnhof ist der Endpunkt der Bahnstrecke Jaffa–Jerusalem und wurde nach Sanierung der Strecke 2005 eröffnet. Seit März 2020 ist er einstweilen stillgelegt.

## Geschichte

### Bau und Bestand
Der Bahnhof entstand im Zuge der Sanierung der Eisenbahnstrecke Jaffa–Jerusalem, bei der die Strecke vom ursprünglichen Jerusalemer Bahnhof um etwa 3,5 Kilometer verkürzt wurde. Seit der Eröffnung des Bahnhofes am 9. April 2005 ist dieser der Endpunkt der Strecke. Er wurde vom Architekturbüro Amnon Niv & Amnon Schwartz entworfen.
Der Bahnhof umfasst drei Ebenen, in der unteren befinden sich die beiden Bahnsteige mit insgesamt vier Gleisen. Er ist komplett barrierefrei über Aufzüge und Rolltreppen zu erreichen.
Der Bahnhof liegt relativ weit entfernt von der Jerusalemer Innenstadt, zudem brauchen die Züge etwa 80 Minuten zwischen Jerusalem und Tel Aviv, was zu einer geringen Auslastung der Züge zwischen beiden Städten führt.

### Zukunft
Seit der Eröffnung der neuen Hochgeschwindigkeitsstrecke zwischen Tel Aviv und Jerusalem im September 2018, deren neuer Bahnhof Jerusalem – Jitzchaq Navon sich unterhalb des innerstädtischen Busbahnhofes befindet, ist die weitere Nutzung des Bahnhofs unklar. Gemäß Plänen von November 2021, die auf Beschlüsse vom Juli 2020 zurückgehen, soll die Schnellfahrstrecke Tel Aviv–Jerusalem bis zum Bahnhof Malcha verlängert werden, wodurch der Bau Zwischenbahnhof würde.

## Betrieb
Zwischen Jerusalem-Malcha und Tel Aviv verkehren derzeit IC3-Dreiwagendieseltriebzüge (hebräisch קְרוֹנוֹעִים Qrōnōʿīm) im Zwei-Stunden-Takt, der während der Hauptverkehrszeit auf einen Ein-Stunden-Takt verdichtet wird. Wegen Problemen mit den Zügen war die Linie zeitweise (2006–2008) betrieblich in Beit Schemesch geteilt.
Gelegentlich gibt es auch Sonderverkehre zu großen Fußballspielen im benachbarten Teddy-Kollek-Stadion. Nach Einstellung des Bahnreiseverkehrs im März 2020 im Rahmen von Maßnahmen zur Eindämmung der Corona-Epidemie beließ die RI den Streckenabschnitt der J&J-Linie östlich von Beit Schemesch durchs Judäische Bergland bis auf weiteres stillgelegt, da er schon vor 2020 kaum frequentiert war, eine Wiederaufnahme des Betriebs in diesem Abschnitt ist einstweilen nicht geplant, wie Miri Regev im Juni 2020 verlauten ließ.